# Settimana Internazionale di Coppi e Bartali 2024
La Settimana Internazionale di Coppi e Bartali 2024, trentanovesima edizione della corsa e ventiseiesima con questa denominazione, valevole come evento del circuito UCI Europe Tour 2024 categoria 2.1, si svolse dal 19 al 23 marzo 2024 su un percorso totale di 707 km, con partenza da Pesaro e arrivo a Forlì, in Italia. La vittoria fu appannaggio dell'olandese Koen Bouwman, il quale completò il percorso in 17h35'44", precedendo l'irlandese Archie Ryan e l'italiano Diego Ulissi.
Sul traguardo di Forlì 110 ciclisti, dei 143 partiti da Pesaro, portarono a termine la competizione.

## Tappe
| Tappa  | Data     | Percorso                        | km    | Vincitore di tappa | Leader cl. generale |
| ------ | -------- | ------------------------------- | ----- | ------------------ | ------------------- |
| 1ª     | 19 marzo | Pesaro > Pesaro                 | 109,7 | Marco Brenner      | Marco Brenner       |
| 2ª     | 20 marzo | Riccione > Sogliano al Rubicone | 156,5 | Diego Ulissi       | Diego Ulissi        |
| 3ª     | 21 marzo | Riccione > Riccione             | 132,2 | Koen Bouwman       | Koen Bouwman        |
| 4ª     | 22 marzo | Brisighella > Brisighella       | 150,7 | Archie Ryan        | Koen Bouwman        |
| 5ª     | 23 marzo | Forlì > Forlì                   | 157,9 | Jenno Berckmoes    | Koen Bouwman        |
| Totale | Totale   | Totale                          | 707   |                    |                     |

## Squadre e corridori partecipanti
| N.      | Cod. | Squadra                 |
| ------- | ---- | ----------------------- |
| 1-7     | EFE  | EF Education-EasyPost   |
| 11-17   | JAY  | Team Jayco AlUla        |
| 21-27   | TVL  | Team Visma-Lease a Bike |
| 31-37   | UAD  | UAE Team Emirates       |
| 41-47   | BWB  | Bingoal WB              |
| 51-57   | COR  | Corratec Vini Fantini   |
| 61-67   | LTD  | Lotto Dstny             |
| 71-77   | Q36  | Q36.5 Pro Cycling Team  |
| 81-87   | TDT  | TDT-Unibet Cycling Team |
| 91-97   | PTK  | Team Polti Kometa       |
| 101-107 | TUD  | Tudor Pro Cycling Team  |

| N.      | Cod. | Squadra                            |
| ------- | ---- | ---------------------------------- |
| 111-117 | VBF  | VF Group-Bardiani CSF-Faizanè      |
| 121-127 | ABB  | Arkéa-B&B Hôtels Continentale      |
| 131-137 | GEF  | General Store-Essegibi-F.lli Curia |
| 141-147 | JCL  | JCL Team Ukyo                      |
| 151-157 | MGK  | MG.K Vis Colors for Peace          |
| 161-167 | PTL  | Petrolike                          |
| 171-177 | GES  | GW Erco Shimano                    |
| 181-187 | MBH  | Team MBH Bank Colpack Ballan       |
| 191-197 | TER  | Technipes #inEmiliaRomagna         |
| 201-207 | IWD  | Work Service-Vitalcare-Dynatek     |

## Dettagli delle tappe

### 1ª tappa
- 19 marzo: Pesaro > Pesaro – 109,7 km

Risultati
| Pos. | Corridore        | Squadra | Tempo    |
| ---- | ---------------- | ------- | -------- |
| 1    | Marco Brenner    | Tudor   | 2h30'38" |
| 2    | Matteo Malucelli | Ukyo    | a 1"     |
| 3    | Jenno Berckmoes  | Lotto   | s.t.     |

| Pos. | Corridore        | Squadra | Tempo    |
| ---- | ---------------- | ------- | -------- |
| 1    | Marco Brenner    | Tudor   | 2h30'28" |
| 2    | Matteo Malucelli | Ukyo    | a 5"     |
| 3    | Jenno Berckmoes  | Lotto   | a 7"     |

### 2ª tappa
- 20 marzo: Riccione > Sogliano al Rubicone – 156,5 km

Risultati
| Pos. | Corridore        | Squadra | Tempo    |
| ---- | ---------------- | ------- | -------- |
| 1    | Diego Ulissi     | UAE     | 3h55'31" |
| 2    | Davide De Pretto | Jayco   | a 3"     |
| 3    | Archie Ryan      | EF      | s.t.     |

| Pos. | Corridore        | Squadra | Tempo    |
| ---- | ---------------- | ------- | -------- |
| 1    | Diego Ulissi     | UAE     | 6h26'00" |
| 2    | Davide De Pretto | Jayco   | a 7"     |
| 3    | Archie Ryan      | EF      | a 9"     |

### 3ª tappa
- 21 marzo: Riccione > Riccione – 132,2 km

Risultati
| Pos. | Corridore       | Squadra | Tempo    |
| ---- | --------------- | ------- | -------- |
| 1    | Koen Bouwman    | Visma   | 3h16'36" |
| 2    | Louka Matthys   | Bingoal | s.t.     |
| 3    | Jenno Berckmoes | Lotto   | a 13"    |

| Pos. | Corridore     | Squadra | Tempo    |
| ---- | ------------- | ------- | -------- |
| 1    | Koen Bouwman  | Visma   | 9h42'39" |
| 2    | Diego Ulissi  | UAE     | a 10"    |
| 3    | Louka Matthys | Bingoal | a 13"    |

### 4ª tappa
- 22 marzo: Brisighella > Brisighella – 150,7 km

Risultati
| Pos. | Corridore       | Squadra | Tempo    |
| ---- | --------------- | ------- | -------- |
| 1    | Archie Ryan     | EF      | 3h32'40" |
| 2    | Jenno Berckmoes | Lotto   | s.t.     |
| 3    | Adam Ťoupalík   | TDT     | s.t.     |

| Pos. | Corridore    | Squadra | Tempo     |
| ---- | ------------ | ------- | --------- |
| 1    | Koen Bouwman | Visma   | 13h15'19" |
| 2    | Archie Ryan  | EF      | a 9"      |
| 3    | Diego Ulissi | UAE     | a 10"     |

### 5ª tappa
- 23 marzo: Forlì > Forlì – 157,9 km

Risultati
| Pos. | Corridore        | Squadra | Tempo    |
| ---- | ---------------- | ------- | -------- |
| 1    | Jenno Berckmoes  | Lotto   | 4h20'25" |
| 2    | Lukas Nerurkar   | EF      | s.t.     |
| 3    | Davide De Pretto | Jayco   | s.t.     |

| Pos. | Corridore    | Squadra | Tempo     |
| ---- | ------------ | ------- | --------- |
| 1    | Koen Bouwman | Visma   | 17h35'44" |
| 2    | Archie Ryan  | EF      | a 9"      |
| 3    | Diego Ulissi | UAE     | a 10"     |

## Evoluzione delle classifiche
| Tappa              | Vincitore          | Classifica generale Maglia bianca | Classifica a punti Maglia rossa | Classifica scalatori Maglia verde | Classifica giovani Maglia arancione | Classifica a squadre    |
| ------------------ | ------------------ | --------------------------------- | ------------------------------- | --------------------------------- | ----------------------------------- | ----------------------- |
| 1ª                 | Marco Brenner      | Marco Brenner                     | Marco Brenner                   | Manuele Tarozzi                   | Marco Brenner                       | Tudor Pro Cycling Team  |
| 2ª                 | Diego Ulissi       | Diego Ulissi                      | Diego Ulissi                    | Manuele Tarozzi                   | Davide De Pretto                    | Team Visma-Lease a Bike |
| 3ª                 | Koen Bouwman       | Koen Bouwman                      | Koen Bouwman                    | Manuele Tarozzi                   | Davide De Pretto                    | Lotto Dstny             |
| 4ª                 | Archie Ryan        | Koen Bouwman                      | Koen Bouwman                    | Manuele Tarozzi                   | Archie Ryan                         | Lotto Dstny             |
| 5ª                 | Jenno Berckmoes    | Koen Bouwman                      | Jenno Berckmoes                 | Manuele Tarozzi                   | Archie Ryan                         | Lotto Dstny             |
| Classifiche finali | Classifiche finali | Koen Bouwman                      | Jenno Berckmoes                 | Manuele Tarozzi                   | Archie Ryan                         | Lotto Dstny             |

Maglie indossate da altri ciclisti in caso di due o più maglie vinte
- Nella 2ª tappa Matteo Malucelli ha indossato la maglia rossa al posto di Marco Brenner e Jenno Berckmoes ha indossato quella arancione al posto di Marco Brenner.
- Nella 3ª tappa Marco Brenner ha indossato la maglia rossa al posto di Diego Ulissi.
- Nella 4ª tappa Diego Ulissi ha indossato la maglia rossa al posto di Koen Bouwman.
- Nella 5ª tappa Jenno Berckmoes ha indossato la maglia rossa al posto di Koen Bouwman.

## Classifiche finali

### Classifica generale - Maglia bianca
| Pos. | Corridore          | Squadra  | Punti     |
| ---- | ------------------ | -------- | --------- |
| 1    | Koen Bouwman       | Visma    | 17h35'44" |
| 2    | Archie Ryan        | EF       | a 9"      |
| 3    | Diego Ulissi       | UAE      | a 10"     |
| 4    | Davide De Pretto   | Jayco    | a 17"     |
| 5    | Jenno Berckmoes    | Lotto    | a 18"     |
| 6    | Sylvain Moniquet   | Lotto    | a 23"     |
| 7    | Adam Ťoupalík      | TDT      | s.t.      |
| 8    | Domenico Pozzovivo | VF Group | a 32"     |
| 9    | Giovanni Carboni   | Ukyo     | a 34"     |
| 10   | Thomas Pesenti     | Ukyo     | a 36"     |

### Classifica a punti - Maglia rossa
| Pos. | Corridore        | Squadra | Punti |
| ---- | ---------------- | ------- | ----- |
| 1    | Jenno Berckmoes  | Lotto   | 30    |
| 2    | Davide De Pretto | Jayco   | 24    |
| 3    | Koen Bouwman     | Visma   | 20    |
| 4    | Archie Ryan      | EF      | 16    |
| 5    | Diego Ulissi     | UAE     | 15    |

### Classifica scalatori - Maglia verde
| Pos. | Corridore           | Squadra  | Punti |
| ---- | ------------------- | -------- | ----- |
| 1    | Manuele Tarozzi     | VF Group | 51    |
| 2    | S. Reichenbach      | Tudor    | 28    |
| 3    | Alessandro Fancellu | Q36      | 16    |
| 4    | Lennert Teugels     | Bingoal  | 16    |
| 5    | Nariyuki Masuda     | Ukyo     | 15    |

### Classifica giovani - Maglia arancione
| Pos. | Corridore         | Squadra  | Punti     |
| ---- | ----------------- | -------- | --------- |
| 1    | Archie Ryan       | EF       | 17h35'53" |
| 2    | Davide De Pretto  | Jayco    | a 8"      |
| 3    | Jenno Berckmoes   | Lotto    | a 9"      |
| 4    | Mathys Rondel     | Tudor    | a 27"     |
| 5    | Giulio Pellizzari | VF Group | s.t.      |

### Classifica a squadre
| Pos. | Squadra                       | Tempo     |
| ---- | ----------------------------- | --------- |
| 1    | Lotto Dstny                   | 52h48'46" |
| 2    | VF Group-Bardiani CSF-Faizanè | a 10"     |
| 3    | Team Visma-Lease a Bike       | a 43"     |
| 4    | EF Education-EasyPost         | a 6'37"   |
| 5    | Tudor Pro Cycling Team        | a 10'45"  |